# Fabian Obmann
Fabian Obmann, né le 11 avril 1996, est un snowboardeur autrichien, spécialiste du slalom parallèle.

## Palmarès

### Coupe du monde de snowboard
- 1 gros globe de cristal :
  - Vainqueur du classement parallèle en 2023.
- 1 petit globe de cristal :
  - Vainqueur du classement slalom parallèle en 2023.
- 6 podiums dont 1 victoire.

#### Détails des victoires
| Épreuve / Édition | Slalom parallèle | Slalom géant parallèle |
| ----------------- | ---------------- | ---------------------- |
| 2022-2023         | Berchtesgaden    |                        |